# Raleigh–Durham Skyhawks
Raleigh–Durham Skyhawks byl americký profesionální tým amerického fotbalu, působící v roce 1991 v lize World League of American Football. Tým byl založen téhož roku jako jeden z 10 severoamerických týmů v lize, odehrál pouze jednu sezónu po jejímž skončení byl zrušen a nahrazen týmem Ohio Glory. Bilance týmu v této jediné sezóně byla 0 výher a 10 porážek.